# Bischoffen
Bischoffen è un comune tedesco di  3 311 abitanti situato nel land dell'Assia.